# الکسیس گندوز
الکسیس گندوز (عربی: ألكسيس قندوز؛ زادهٔ ۲۶ ژانویه ۱۹۹۶) بازیکن فوتبال فرانسوی-الجزایری است که در پست دروازه‌بان برای تیم ملی الجزایر بازی می‌کند.

## دوران باشگاهی

### پرسپولیس
۱۰ مرداد ۱۴۰۳ (۳۱ ژوئیه ۲۰۲۴)، گندوز با قرارداد 3 ساله توسط خوان کارلوس گاریدو به تیم پرسپولیس ایران پیوست.
گندوز اولین بازی خود برای این باشگاه را در تاریخ ۱۵ اوت در تساوی ۱–۱ مقابل ذوب‌آهن در لیگ برتر خلیج فارس انجام داد.
نخستین کلین شیت وی با پیراهن پرسپولیس در هفته سوم لیگ برتر خلیج فارس در مقابل فولاد و در شهر قزوین بود که این بازی با برتری دوگله سرخپوشان پایتخت همراه بود. الکسیس گندوز در ۳۷ بازی برای باشگاه پرسپولیس موفق به ثبت ۱۵ کلین شیت شده است. روند پیشرفت گندوز در پرسپولیس تا جایی ادامه داشت که وی جایگاه خود را در تیم ملی به دست آورد و اولین کلین شیت ملی خود را ۱۴ اکتبر ۲۰۲۴ رقم زد.

## آمار باشگاهی
تا تاریخ ۲۵ اردیبهشت ۱۴۰۴
| باشگاه     | دسته       | فصل        | لیگ  | لیگ | جام حذفی | جام حذفی | آسیا | آسیا | سوپر جام | سوپر جام | مجموع | مجموع |
| باشگاه     | دسته       | فصل        | بازی | گل  | بازی     | گل       | بازی | گل   | بازی     | گل       | بازی  | گل    |
| ---------- | ---------- | ---------- | ---- | --- | -------- | -------- | ---- | ---- | -------- | -------- | ----- | ----- |
| پرسپولیس   | لیگ برتر   | ۰۴–۱۴۰۳    | ۲۷   | ۰   | ۱        | ۰        | ۸    | ۰    | ۱        | ۰        | ۳۷    | ۰     |
| مجموع آمار | مجموع آمار | مجموع آمار | ۲۷   | ۰   | ۱        | ۰        | ۸    | ۰    | ۱        | ۰        | ۳۷    | ۰     |

## آمار ملی

### بازی‌های ملی
تا تاریخ ۲۵ مارس ۲۰۲۵
| الجزایر | الجزایر | الجزایر  | الجزایر  |
| سال     | بازی    | کلین شیت | گل خورده |
| ------- | ------- | -------- | -------- |
| ۲۰۲۳    | ۵       | ۵        | ۰        |
| ۲۰۲۴    | ۳       | ۱        | ۲        |
| ۲۰۲۵    | ۲       | ۰        | ۲        |
| مجموع   | ۱۰      | ۶        | ۴        |